# Карасёв, Леонид Владимирович
Леони́д Влади́мирович Карасёв (р. 17 сентября 1956, Москва) — советский и российский философ, специалист по эстетике и герменевтике художественного текста и философии культуры. Доктор философских наук.

## Биография
В 1983 году окончил философский факультет МГУ имени М. В. Ломоносова.
В 1987 году защитил диссертацию на соискание учёной степени кандидата философских наук по теме «Становление эстетического сознания индивидуума».
С 1988—1992 годы — научный консультант журнала «Вопросы философии».
С 1992 года старший научный сотрудник, с 2007 год по 2018 год — ведущий научный сотрудник Института высших гуманитарных исследований имени Е.М. Мелетинского РГГУ.
В 2007 году защитил диссертацию на соискание учёной степени доктора философских наук по теме"Символические схемы в художественном тексте. Эстетико-герменевтический анализ".
Член Парижского общества по изучению комизма и смеха (CORHUM).
Член Международного общества по изучению юмора(ISHS).
Член Ассоциации искусствоведов России (АИС).

## Научная деятельность
Основная область интересов: история и философия смеха. Разрабатывает основные понятия и принципы «онтологической поэтики». Автор более 150 статей и заметок в научных журналах, опубликованных на русском, французском, английском, голландском и польском языках.

## Сочинения
- Карасёв Л. В. Парадокс о смехе // Вопросы философии.1989. № 5. — С. 47-65.
- Карасёв Л. В. Парадокс о смехе Архивная копия от 1 августа 2013 на Wayback Machine // Квинтэссенция: философский альманах. — М. : Политиздат, 1990.
- Карасёв Л. В. Феноменология смеха // Человек. — 1990. — № 2. — С. 175—183.
- Карасёв Л. В. Мифология смеха Архивная копия от 21 июля 2014 на Wayback Machine // Вопросы философии. 1991. № 7. С. 68—86.
- Карасёв Л. В. Смех и зло // Человек. — 1992. — № 3. — С. 14-27.
- Карасёв Л. В. Опыт несмеяния // Человек. — 1992. — № 5. — С. 39-47.
- Карасёв Л. В. Антитеза смеха // Человек. — 1993. — № 2. — С. 12-31.
- Карасёв Л. В. Лики смеха // Человек. — 1993. — № 4. — С. 168—180.
- Карасёв Л. В. Смех и будущее // Человек. — 1994. — № 1. — С. 54-62.
- Карасёв Л. В. Онтологический взгляд на русскую литературу. М., 1995. — 104 с.
- Карасёв Л. В. Философия смеха М., 1996. — 224 с.
- Карасёв Л. В. Вещество литературы. М., 2001. — 400 с.
- Карасёв Л. В. Движение по склону: О сочинениях Андрея Платонова. М., 2002; — 140 с.
- Карасёв Л. В. Три заметки о Шекспире М., 2005. — 52 с.
- Карасёв Л. В. Знаки покинутого детства (постоянное у А. Платонова) // Вопросы философии. 1990. № 2.
- Карасёв Л. В. Метафизика сна // Сон — семиотическое окно. Милан, 1994.
- Карасёв Л. В. Флейта Гамлета. Очерк онтологической поэтики. М., 2009. — 208 с.
- Карасев Л.В. Гоголь в тексте., М., 2012. — 224 с.
- Карасев Л. В. Достоевский и Чехов. Неочевидные смысловые структуры., М., 2016. — 336 с.
- Karassev L. L' Antithese du rire. La honte // L’Humour Europeen. Lublin — Sevres. 1993, p. I, p. 31-44.
- Karasev L. V. De Russische idee symboliek en betekenis // Russishe filosofie na de perestrojka. Amsterdam, 1995, Blz. 86-113.
- Karasev L. V. Down the Slope: Emptiness and Matter in the World of Andrej Platonov // Russian Studies in Philosophy. N.Y.,1997, Vol. 35, N 3, P. 64-94.
- Karasev L. The «Dark Matter» of Text // Social Sciences. A Quaterly Journal of the Russian Academy of Sciences, 2016, Vol. 47, N 3, P. 50-61.